# 이중성

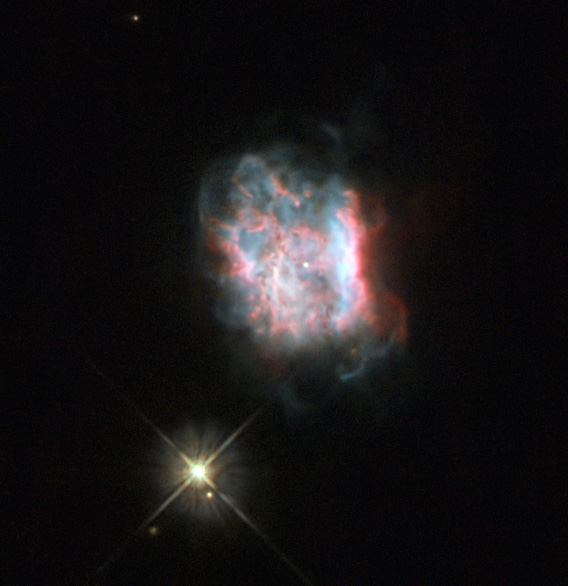
천문학자들은 J 900 대신 쌍성과 쌍둥이자리에 있는 희미한 별이 관측되었다고 잘못 보고했다.

이중성(二重星)은 육안으로 보았을 때는 하나로 보이나, 망원경을 통해서 보면 두 별이 붙어 있는 것을 말한다. 실제로 두 별이 가까이에 있는 쌍성과 실제로는 멀리 떨어져 있으나 지구에서 보았을 때 일직선상에 있어 겹쳐져 보이는 겉보기 이중성이 있다. '쌍성'은 서로에게 미치는 중력의 중심점을 기준으로 궤도를 그리며 돌고 있는 두 별로 이루어진 항성계로, 각 별은 서로에 대해 동반성이라 부른다. 최근 연구 결과에 따르면 상당히 많은 수의 별들이 적어도 두 개 이상의 별로 이루어져 있는 것으로 보인다. 각 별의 상대궤도를 관찰하여 별의 질량을 알 수 있으므로 이러한 이중성 시스템은 천체 물리학에 있어 매우 중요하다.
가까이 붙어 있는 것처럼 보이는 이중성의 가장 유명한 예로는 큰곰자리(북두칠성)의 미자르와 알코르가 있다. 그러나 지구에서 바라보았을 때 가까이 붙어 있는 것처럼 보인다고 해서 모두 쌍성은 아니다. 바라보는 관측자의 시선 방향에 두 별이 나란히 있을 경우, 실제로 멀리 떨어져 있지만 가까이 있는 것으로 착각할 수도 있는 것이다. 이처럼 실제로는 중력으로 묶이지 않은 이중성을 광학적 쌍성(optical binaries, optical pairs)이라고 부른다.
바이어 명명법의 순서와 실제 별의 밝기 순서가 뒤틀리는 원인 중 하나이다.

## 같이 보기
- 쌍성